# Dzhankoy (Schiffstyp)
| Serie Dzhankoy               | Serie Dzhankoy                                       |
| ---------------------------- | ---------------------------------------------------- |
|                              |                                                      |
| Technische Daten (Überblick) |                                                      |
| Werft:                       | VEB Warnowwerft, Warnemünde                          |
| Vermessung:                  | 6753 BRT / 3366 NRT                                  |
| Tragfähigkeit:               | 9750                                                 |
| Länge über Alles:            | 139,50 m                                             |
| Länge zwischen den Loten:    | 130,00 m                                             |
| Breite:                      | 18,00 m                                              |
| Seitenhöhe:                  | 10,30 m                                              |
| Tiefgang:                    | 8,00 m                                               |
| Antrieb:                     | 1 × K7Z 70/120 A 3 Dieselmotor auf 1 × Festpropeller |
| Gesamtleistung:              | 3972 kW                                              |
| Geschwindigkeit:             | 14,3 Knoten                                          |
| Besatzung:                   | 45                                                   |

Die Frachtschiffserie Dzhankoy war ein Massengutfrachtschiffstyp der Warnowwerft.

## Geschichte
Der Schiffstyp war eine Weiterentwicklung der Ugleuralsk-Baureihe. Hergestellt wurde die Serie  1960 bis 1963 in siebzehn Einheiten. Eingesetzt wurden die Schiffe hauptsächlich zum Transport von Erzen und Kohle, aber auch anderer Schüttgüter. Die komplette Serie wurde für die UdSSR gebaut. Alle Schiffsnamen begannen mit „D“.
Erstes Schiff und Namensgeber der Serie war die am 1. August 1960 an die Sowjetunion übergebene Dzhankoy mit der Baunummer 410. Sie wurde bis 1984 betrieben und ab dem 26. März 1984 in Sevilla abgebrochen. Letztes Schiff der Serie war die am 27. November 1963 übergebene Dedowsk mit der Baunummer 426. Sie wurde 2004 als Banam in Alang abgebrochen.
Der Rest der Schiffe wurde ab Mitte der 1980er Jahre an Abbrecher verkauft. Am langlebigsten waren die letzten drei Schiffe der Baureihe, die jeweils über 30 Betriebsjahre erreichten, bevor sie verschrottet wurden.

## Technik
Angetrieben wurden die Schiffe von einem in MAN-Lizenz gefertigten 3972-kW-Zweitakt-Dieselmotor des Typs K7Z 70/120 A 3 des Herstellers VEB Dieselmotorenwerk Rostock, der direkt auf einen vierflügeligen Festpropeller mit 5,00 m Durchmesser wirkt.
Die eisverstärkten Rümpfe sind aus höherfestem Stahl gebaut, mit sieben Querschotten versehen und in Sektionsbauweise zusammengefügt. Das Deckshaus ist klimatisiert.
Die fünf für den Erztransport verstärkten Laderäume mit einem Rauminhalt von 11.440 m³ Kornraum und 10.800 m³ Ballenraum werden mit Lukendeckeln des Systems MacGregor seefest verschlossen. Nur vorn und achtern ist ein Zwischendeck vorgesehen. Obere und untere durchlaufende Seitentanks begrenzen den Laderaum und sollen ein Übergehen der Ladung verhindern. Die Schiffe verfügten über vier Bordwippkräne. Die Dedowsk hatte nur noch einen Kran.